# Gabriel Richard Building
El Gabriel Richard Building, también conocido como el Weil and Company Building, es un edificio de gran altura ubicado en 305 Michigan Avenue en el Downtown de Detroit (Míchigan). Fue incluido en el Registro Nacional de Lugares Históricos en 2017. El edificio se abrirá como un edificio de apartamentos residencial conocido como Gabriel Houze a fines de 2017.

## Historia
En 1897, Moe C Weil se mudó de Cincinnati a Detroit y abrió una tienda de muebles conocida como Weil and Company. Su primera tienda estaba en el centro de Woodward Avenue. En 1914, Weil celebró un acuerdo con David Stott y Stott Realty Company para arrendar este edificio, que Stott construiría específicamente para su uso. Stott contrató al estudio de arquitectura de Chicago Marshall & Fox para diseñar el edificio. La construcción comenzó en 1914 y se completó en 1915. Weil and Company abrió su nueva tienda en este edificio en noviembre de 1915. Stott Realty Company retuvo la propiedad y Weil alquiló el edificio.
Moe Weil murió en 1920, dejando la tienda a su esposa Hattie. Ésta murió en 1930 y dejó la compañía a su hijo Víctor y a su hija Florence, con la condición de que Víctor continuara dirigiendo el negocio. Víctor, sin embargo, murió en 1943 mientras servía en el Cuerpo Aéreo de los Estados Unidos, y Weil and Company pronto cerró.
En 1945, Stott Realty Company vendió el edificio a la cercana iglesia católica de san Luis Gonzaga. La Iglesia cambió el nombre del edificio a Edificio Gabriel Richard, en honor al sacerdote pionero Gabriel Richard (1767 - 1832). En 1948, la Iglesia entregó el edificio a la Arquidiócesis de Detroit para su uso como oficinas. La Iglesia estaba en una fase de expansión después de la Segunda Guerra Mundial, pasando de 800.000 católicos en 1945 a 1,3 millones en 1960. El Catholic Family Center fue una de las primeras organizaciones ubicadas en el Gabriel Richard Building, y gran parte del resto del edificio fue arrendado a otros inquilinos seculares, incluida una asociación de crédito, un bufete de abogados y la Michigan Bell Telephone. A medida que la Arquidiócesis creció, la cantidad de oficinas católicas en el edificio aumentó hasta que en 1968 la Arquidiócesis ocupó todos los pisos superiores, incluido el Departamento de Vida y Servicios Parroquiales, el Departamento de Servicios Cristianos, la Organización Juvenil Católica, el Departamento de Comunicaciones y el Departamento de Tecnología de la Información. En 1976, el edificio se convirtió en la sede del Salón de la Fama de la Liga de Escuelas Secundarias Católicas, y llegó a albergar un estudio de televisión en la década de 1980.
Sin embargo, el número de católicos disminuyó a partir de la década de 1970, y en 2015 la Arquidiócesis trasladó sus oficinas a un edificio más pequeño y vendió el Edificio Gabriel Richard. El desarrollador Joe Barbat compró el edificio. Barbat planeó emprender una renovación por valor de 6.5 millones de dólares, para convertir el edificio en aproximadamente 110 unidades residenciales multifamiliares. El edificio se abrirá como un edificio de apartamentos residencial conocido como 'Gabriel Houze a fines de 2017.

## Descripción
El Gabriel Richard Building es un edificio comercial de estilo Escuela de Chicago de diez pisos y medio de altura con elementos decorativos del Renacimiento clásico. El edificio está revestido con terracota blanca y tiene un diseño general tripartito, con una base de dos pisos y medio de altura, una sección principal de seis pisos de altura y una parte superior de dos pisos con un parapeto superior. El edificio da a dos calles principales: Michigan Avenue y Washington Boulevard. Las fachadas principales son de tres y cinco tramos de ancho, con tramos separados por pilares verticales y aberturas de ventanas triples en cada piso. Las fachadas tienen decoraciones idénticas del Renacimiento clásico de terracota, como guirnaldas de huevos y molduras de dardos y piedras angulares.
La base de dos pisos y medio de altura del edificio contiene escaparates de un piso y medio de altura, con ventanas más modernas de aluminio y marcos de vidrio instaladas y marquesinas en el techo. La bahía central en el lado de Michigan Avenue tiene una cornisa saliente en la parte superior de la abertura del escaparate. La bahía de la derecha contiene la entrada a los pisos superiores, con otra entrada al edificio en la bahía de la izquierda. La elevación de Washington Avenue también tiene entradas en las bahías de la izquierda y la derecha. El segundo piso sobre los escaparates de cada lado contiene tres ventanas de doble guillotina de una sobre una.
La sección central de seis pisos del edificio está demarcada mediante bandas proyectadas en las líneas del umbral de las ventanas del tercer y noveno piso. Las aberturas de las ventanas del octavo piso tienen cabezas de arco segmentado que enfatizan la parte superior de la sección. Los dos pisos superiores contienen más elementos decorativos. Los pilares entre las bahías contienen una línea vertical elevada de flores en el centro del muelle. La parte superior del edificio está decorada con molduras de ondas, huevos y dardos. Los pilares terminan en un merlón de terracota que se extiende por encima del muro.
El interior del edificio ha sido remodelado varias veces. El primer piso contiene espacios comerciales y un vestíbulo de entrada a los pisos superiores. El vestíbulo tiene pisos de baldosas de mármol y friso con paredes pintadas arriba. Los pisos superiores contienen pasillos con oficinas. El sótano contiene una escalera en desuso con una pequeña sección de barandilla de metal, sostenida por postes estriados que se asemejan a columnas clásicas y que aparentemente son originales del edificio.